# Diplolepis rosae
La avispa de las agallas del rosal (Diplolepis rosae) es una especie de himenóptero apócrito de la familia Cynipidae que induce la agalla del rosal. Las agallas se encuentran en las hojas del rosal y tienen una longitud de 5 cm, con largos pelos rojos. Dentro de las agallas hay diversas cámaras, ocupadas por las larvas de dicho insecto.
La avispa que induce la agalla es de 4 a 5 mm de longitud; la cabeza y el tórax son negros; el abdomen es de color rojizo en la hembra y negro en el macho.
Hay una sola generación por año. Los machos son sumamente escasos. Las plantas preferidas son miembros de la familia Rosaceae, especialmente especies de rosas.

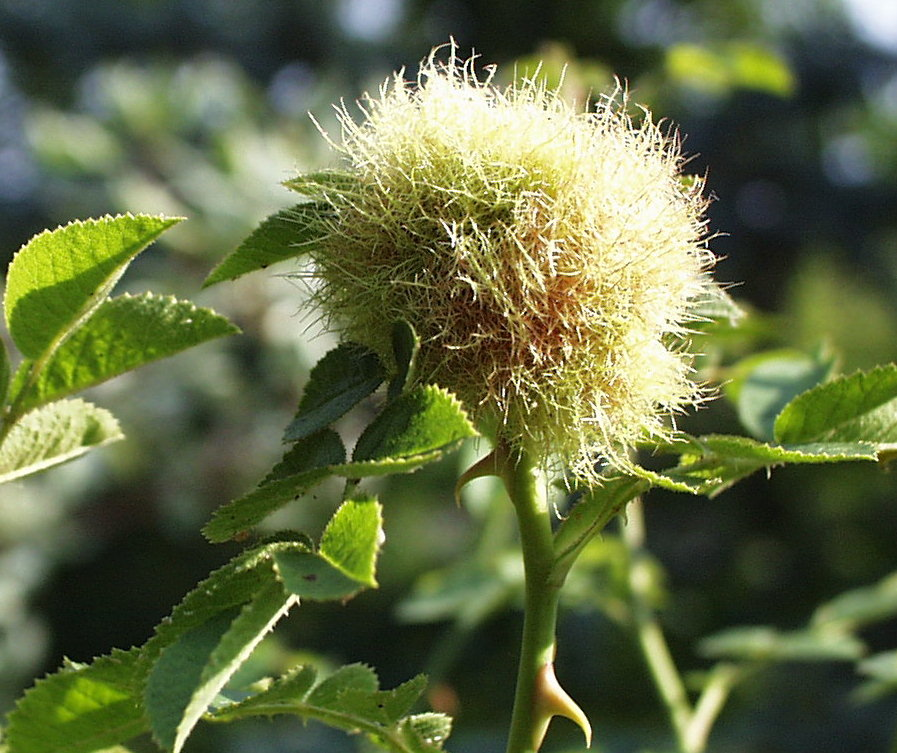
Gallarita de rosal
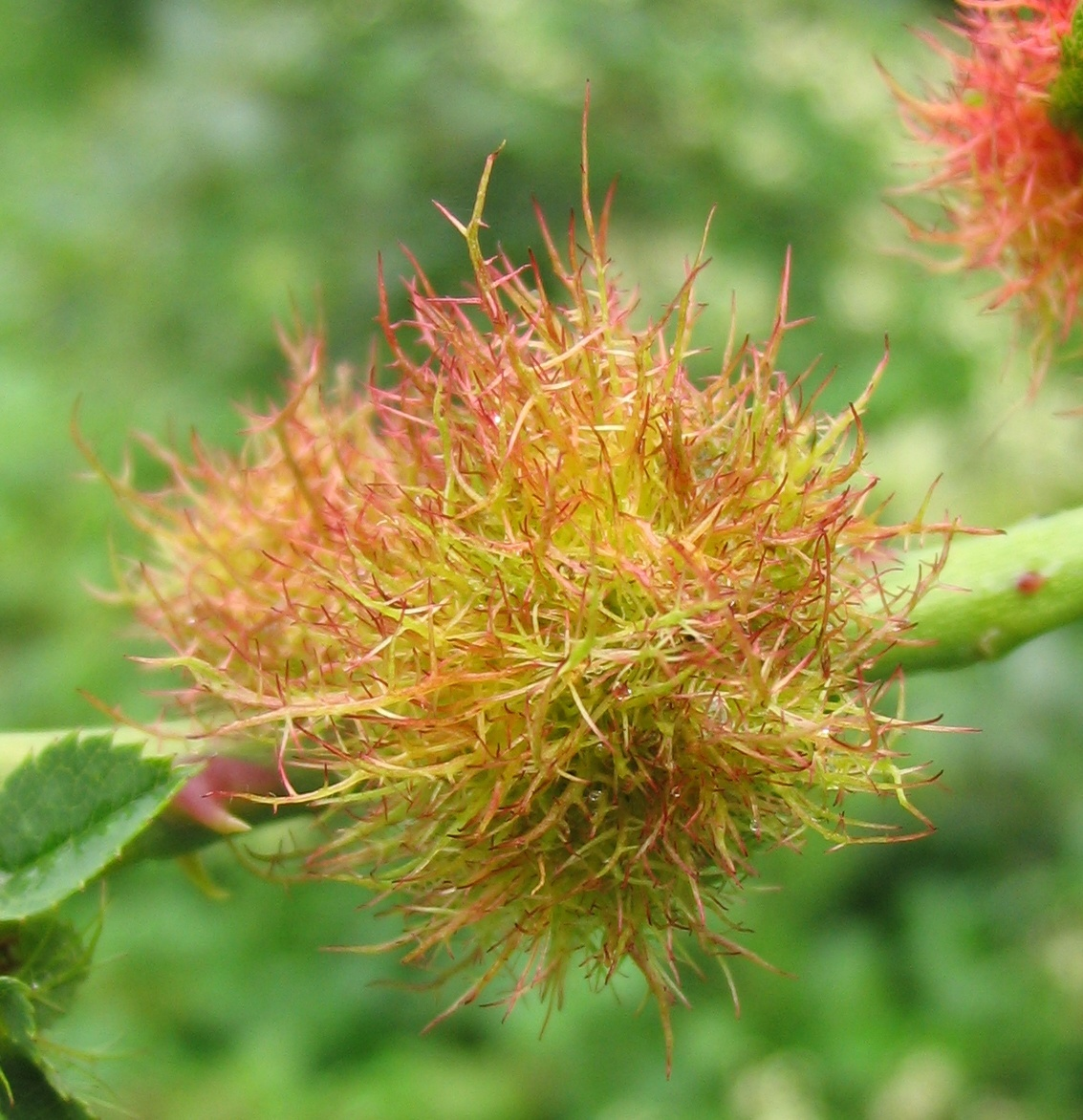
Gallarita de rosal
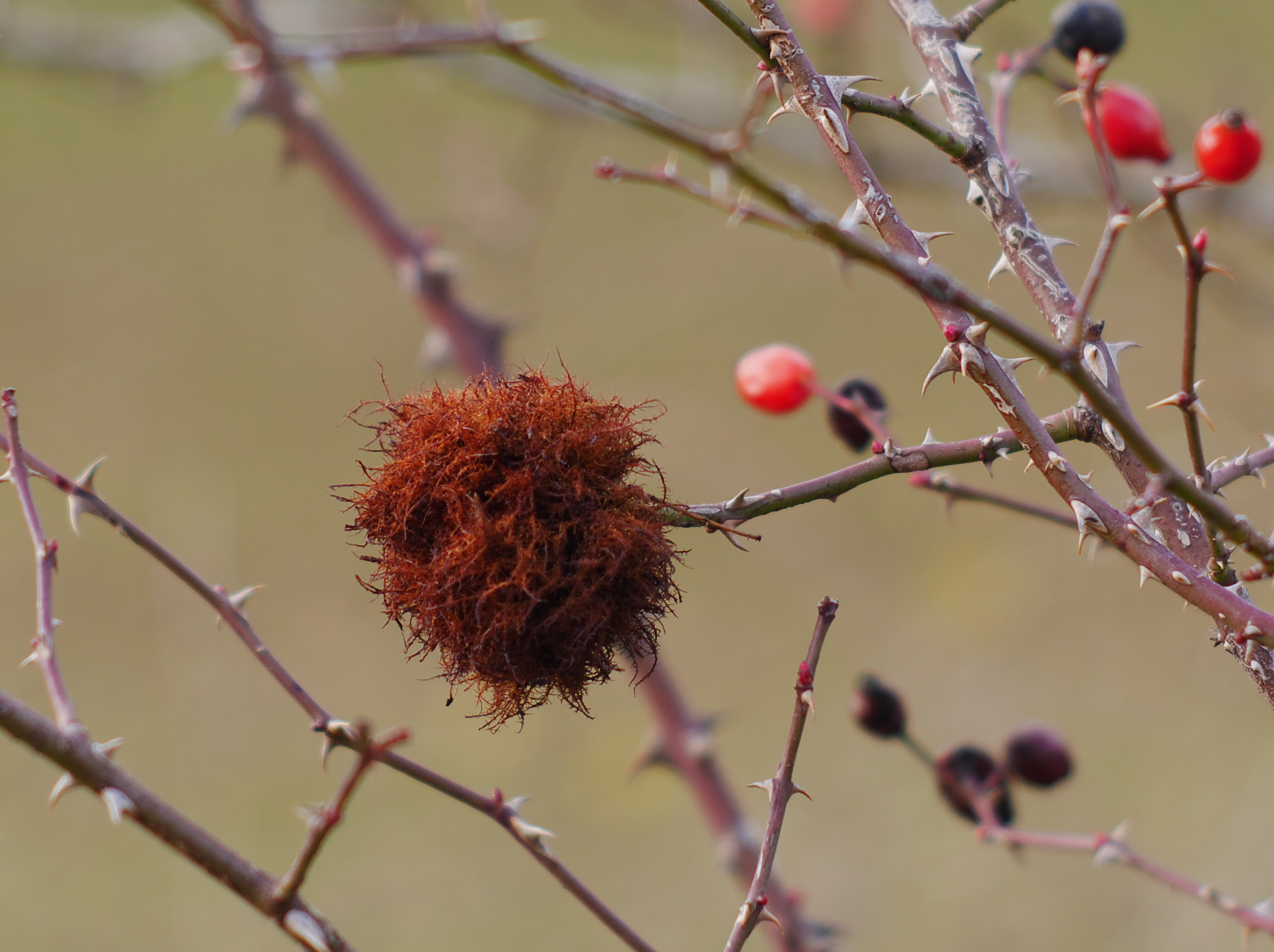
Gallarita de rosal en invierno